# Парламентские выборы в Сенегале (1952)
Парламентские выборы в Сенегале проходили 30 марта 1952 года, на которых избирались 50 депутатов Территориального собрания Сенегала как члена Французского сообщества. В результате победил Сенегальский демократический блок, получивший 41 из 50 мест местного парламента. 

## Избирательная система
В отличие от других французских колоний в Африке Сенегальский верховный совет избирался в  ходе прямых выборов.

## Результаты
| Партия                                         | Голоса  | %    | Места |
| ---------------------------------------------- | ------- | ---- | ----- |
| Сенегальский демократический блок              | 224 122 |      | 41    |
| Сенегальская партия социалистического действия | 95 296  |      | 9     |
| Прочие                                         |         |      | 0     |
| Недействительных/пустых бюллетеней             |         | –    | –     |
| Всего                                          | 325 028 | 100  | 50    |
| Зарегистрированных избирателей / Явка          | 660 655 | 49,2 | –     |
| Источник: De Benoist                           |         |      |       |